# Ефимов, Сергей Владимирович
Сергей Владимирович Ефимов (род. 28 августа 1966) — советский хоккеист, нападающий.
Играл на 7-й зимней Спартакиаде народов РСФСР (1981) в турнире игроков 1966—1967 г. р. за сборную Ленинграда. На V зимней Спартакиаде народов СССР (1982) выступал за юношескую команду Ленинграда. В чемпионате СССР 1982/83 провёл 16 матчей за СКА (Ленинград). Участник 28-го международного турнира на приз газеты «Советский спорт» в сентябре 1985 в составе молодёжной сборной СССР.